# Janusz Sowiński
Janusz Sowiński (ur. 20 marca 1939 w Równem, zm. 27 lutego 2015 we Wrocławiu) – polski polonista, bibliotekoznawca, specjalizujący się w bibliografii, edytorstwie, historii książki i informacji naukowej, nauczyciel akademicki, związany z uczelniami we Wrocławiu, Krakowie i Wałbrzychu.

## Życiorys
Urodził się w 1939 roku w Równem na Wołyniu. Po zakończeniu II wojny światowej, w 1945 repatriowany wraz z rodziną do Olsztyna. W 1946 rodzina przeniosła się na Dolny Śląsk, zamieszkując w Wałbrzychu. Tu ukończył w 1956 I Liceum Ogólnokształcące. W latach 1957–1962 odbył studia polonistyczne na Uniwersytecie Wrocławskim. Pracę magisterską „Polszczyzna wrocławska w II połowie XIX w.” napisał pod kierunkiem prof. Bogdana Zakrzewskiego. Stopień naukowy doktora nauk humanistycznych w dziedzinie filologii polskiej uzyskał w 1982 roku na podstawie rozprawy doktorskiej pt. Sztuka typograficzna Młodej Polski, napisanej pod kierunkiem prof. Jana Trzynadlowskiego.
Jeszcze w czasie studiów, od kwietnia do początku lipca 1962 roku pracował jako korektor techniczny we wrocławskim oddziale Państwowego Wydawnictwa Naukowego. Od lipca do września 1962 roku zatrudniony był jako młodszy bibliotekarz w Bibliotece Zakładu Narodowego im. Ossolińskich. Z powodów rodzinnych przeprowadził się następnie do Krakowa. W 1964 powrócił do Wrocławia i zatrudnił się w Wydawnictwie Zakładu Narodowego im. Ossolińskich, początkowo jako starszy inspektor produkcji, następnie kierownik Działu Produkcji, kierownik Redakcji Historii Sztuki i Bibliologii, zastępca redaktora naczelnego oraz redaktor naczelny. W Wydawnictwie Ossolineum pracował do sierpnia 1995 roku. W międzyczasie w 1989 roku podjął się pisania pracy habilitacyjnej. Stopień naukowy doktora habilitowanego nauk humanistycznych w dziedzinie bibliologii otrzymał w 1991 roku w oparciu o rozprawę Adam Półtawski, typograf – artysta.
W 1991 roku podjął pracę w Instytucie Bibliotekoznawstwa UWr. na stanowisku adiunkta, na pół etatu, a od 1994 roku na całym etacie. Od 1995 roku związał się wyłącznie zawodowo z działalnością naukowo-dydaktyczną. W 1996 roku został powołany na stanowisko profesora nadzwyczajnego. W 2000 roku otrzymał tytuł profesora zwyczajnego. Prof. Sowiński zorganizował Podyplomowe Studium Wydawnicze na Uniwersytecie Wrocławskim. W okresie pełnienia funkcji zastępcy dyrektora Instytutu Bibliotekoznawstwa ds. dydaktycznych współtworzył nowy program nauczania, związany z wprowadzeniem Europejskiego Systemu Punktów Kredytowych oraz pełnił funkcję instytutowego koordynatora wprowadzania tych punktów.
Był członkiem rzeczywistym Wrocławskiego Towarzystwa Naukowego, gdzie pełni funkcję przewodniczącego Komisji Bibliologii i Bibliotekoznawstwa. W kadencji 1996–1998 był członkiem Komisji Nauk Filologicznych Oddziału Polskiej Akademii Nauk we Wrocławiu. Przez wiele lat działał w Towarzystwie Miłośników Wrocławia, był członkiem Komisji Wydawniczej Towarzystwa Miłośników Wrocławia (TMW), redagował „Rocznik Wrocławski”, współredagował „Kalendarz Wrocławski”, a także zajmował się redagowaniem szeregu pozycji z serii Biblioteka Wrocławska, wydawanej przez TMW. Za swoją działalność naukowo-dydaktyczną był wielokrotnie nagradzany, w tym odznaczeniem Budowniczy Wrocławia (1969), Brązowym Krzyżem Zasługi (1970), Złotą Odznaką „Zasłużony dla województwa wrocławskiego i miasta Wrocławia” (1983) i Złotą Odznaką Zakładu Narodowego im. Ossolińskich (1992).
Poza Uniwersytetem Wrocławskim wykładał także w Instytucie Informacji Naukowej i Bibliotekoznawstwa
Uniwersytecie Pedagogicznym im. Komisji Edukacji Narodowej w Krakowie, Katedrze Dziennikarstwa i Komunikacji Społecznej Wyższej Szkole Zarządzania „Edukacja” we Wrocławiu i Instytucie Humanistycznym Państwowej Wyższej Szkoły Zawodowej im. Angelusa Silesiusa w Wałbrzychu.

## Dorobek naukowy
Początkowo jego zainteresowania naukowe skupiały się wokół polskich tradycji kulturalnych oraz literackich Wrocławia i Dolnego Śląska. Po rozpoczęciu pracy zawodowej w ruchu wydawniczym Janusz Sowiński zainteresował się problematyką związaną z historią drukarstwa i ruchu wydawniczego. Zagadnieniem dominującym stało się wytwarzanie i forma typograficzna książek. Jego dorobek naukowy zawiera m.in. 7 książek, 24 artykuły, 33 pozycje z zakresu eseistyki naukowej i publicystyki, 8 recenzji. Do ważniejszych publikacji należą:
- Wędrówki przedmiotów: kolekcje i kolekcjonerzy, Wrocław 1977
- Sztuka typograficzna Młodej Polski, Wrocław 1982.
- Adam Półtawski – typograf artysta, Wrocław 1988.
- Polskie drukarstwo, Wrocław-Łódź 1988 seria Polskie rzemiosło i polski przemysł[7]
- Typografia wytworna w Polsce 1919-1939, Wrocław 1995.
- Polskie drukarstwo. Historia drukowania typograficznego i sztuki typograficznej w Polsce w latach 1473–1939, wyd. 2 popr. i rozszerz., Wrocław 1996.
- Między oryginałem, kopią a falsyfikatem: polskie edycje faksymilowe, Kraków 2009.